# 飛鳥山公園

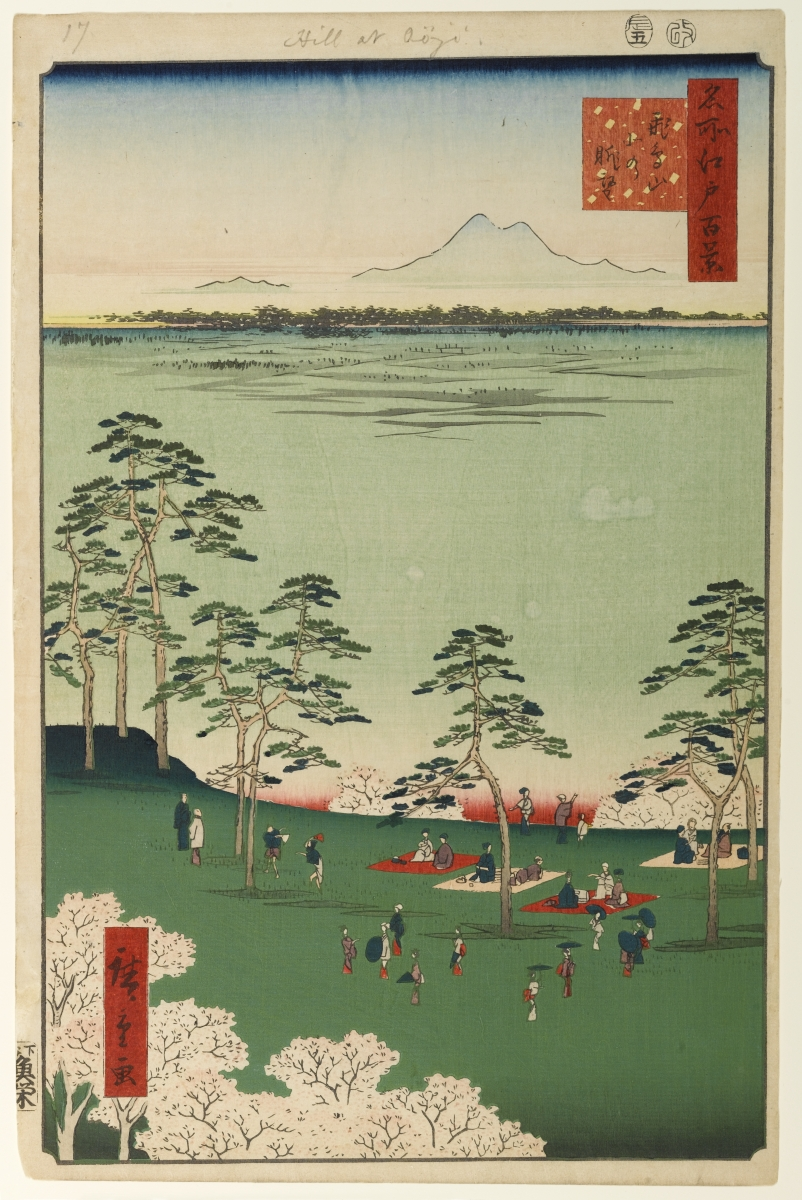
歌川広重『名所江戸百景』より「飛鳥山北の眺望」。飛鳥山は江戸きっての花見の名所の一つであった。

飛鳥山公園（あすかやまこうえん）は、東京都北区にある区立公園。東京都内の桜の名所の一つ。江戸時代享保年間に行楽地として整備され、明治6年（1873年）3月には日本最初の公園の一つに指定された。旧渋沢家飛鳥山邸が位置しており、晩香廬（ばんこうろ）と青淵文庫（せいえんぶんこ）の建物は国の重要文化財に指定されている。

## 起源

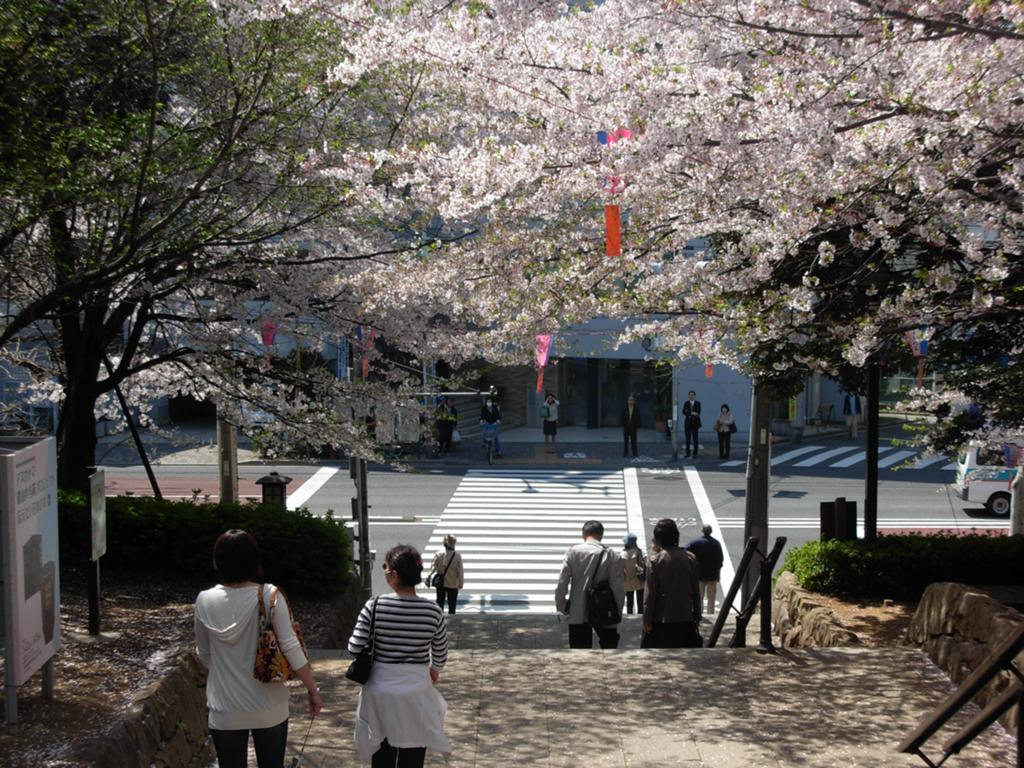
都内有数の桜の名所として知られる

江戸幕府第8代将軍徳川吉宗が享保の改革の一環として整備・造成を行った公園として知られる。吉宗の治世の当時、江戸近辺の桜の名所は寛永寺程度しかなく、花見の時期は風紀が乱れた。このため、庶民が安心して花見ができる場所を求めたという。開放時は、吉宗自ら、飛鳥山に宴席を設け、名所としてアピールを行った。1720年から翌年にかけて1270本の桜が植えられ、現在もソメイヨシノを中心に約650本の桜が植えられている。

## 地形
「飛鳥山公園」の名の通り一帯は小高い丘になっているが、「飛鳥山」という名前は国土地理院の地形図には記載されておらず、その標高も正確には測量されていなかった。北区では、「東京都で一番低い」とされる港区の愛宕山（25.7メートル）よりも低い山ではないかとして、2006年に測量を行ない、実際に愛宕山よりも低い25.4メートルであることを確認したとしている。北区は国土地理院に対し、飛鳥山を地形図に記載するよう要望したが採択されなかった。
また『鉄道唱歌』奥州・磐城篇の第2番にて「森は花見し飛鳥山」と歌われている。
公園の地下を東京メトロ南北線および首都高速中央環状線（飛鳥山トンネル）が通過している。

## 歴史
- 1720年（享保5年）：徳川吉宗がサクラの苗木を植えさせる[5]。
- 1737年（元文2年）：江戸庶民に一般開放。
- 1873年（明治6年）：太政官布達第16号により、上野公園・芝公園・浅草公園・深川公園と共に日本最初の公園に指定される[6]。
- 1879年（明治12年）：渋沢栄一が飛鳥山公園南東側の敷地に別荘を構える。1901年から栄一が死去した1931年までは本邸として使用（実際は子息のいる三田綱町の邸宅との併用である）。
- 1883年（明治16年）：日本鉄道により、上野駅と熊谷駅を結ぶ鉄道路線（現在の東北本線・高崎線の各一部区間）が開通したことに伴い、かわらけ（土器）投げが禁止[7]。
- 1927年（昭和2年）：来るべき東京オリンピックの会場を想定し、運動場を整備。
- 1933年（昭和8年）4月23日：渋沢栄一の遺言により飛鳥山邸宅を龍門社に寄贈。
- 1945年（昭和20年）
  - 3月16日：太平洋戦争下、龍門社は渋沢家邸宅を政府に寄贈。
  - 4月13日：空襲で罹災し、旧渋沢家邸宅の大部分を焼失。
- 1949年（昭和24年）
  - 3月31日：政府より龍門社に旧渋沢家邸宅跡地が返還。
  - 7月16日：龍門社は渋沢栄一顕彰事業の基金とするため旧渋沢家邸宅跡地の3分の2を売却し飛鳥山公園が拡張される。
- 1970年（昭和45年）：回転式展望タワー「スカイラウンジ」（通称・飛鳥山タワー）開業[4]。
- 1993年（平成5年）：スカイラウンジ廃止[4]。
- 1998年（平成10年）：園内に三つの博物館が開館（渋沢史料館、北区飛鳥山博物館、紙の博物館）[8]。
- 2009年（平成21年）7月17日：スロープカー「飛鳥山公園モノレール」運転開始。

### 150周年事業
1873年の公園指定から2023年は150周年にあたり、区役所と商工会議所、民間企業が「飛鳥山150周年プロジェクト」を展開している。2023年3月に飛鳥山を活用するアイデアをインターネットで募集を始めたほか、6月10日には、たき火や、江戸時代の娯楽をヒントにした「昔遊び」（願い事を書いた土器投げの代わりにコースター投げ、鍋蓋転がしの代わりに自転車の車輪転がし）などを楽しむイベントを開いた。

## 園内の施設

### 飛鳥山3つの博物館
1998年（平成10年）3月に「飛鳥山3つの博物館」として飛鳥山公園に博物館ゾーンが設置された。
北区飛鳥山博物館
地域の郷土資料を展示する博物館。
紙の博物館
世界でも有数の紙専門の博物館。日本最初の洋紙工場だった旧王子製紙（1949年分割）の収蔵資料を引き継ぎ、1950年に製紙記念館として設立。1998年に飛鳥山公園内に移転。
渋沢史料館
同地に本邸を構えていた実業家渋沢栄一に関する資料を収蔵展示する博物館。

### 史跡・展示物
旧渋沢庭園
旧渋沢家飛鳥山邸「曖依村荘（あいいそんそう）」跡の庭園。1992年（平成4年）から北区が管理している。現存する晩香廬（ばんこうろ）と青淵文庫（せいえんぶんこ）の建物は国の重要文化財に指定されている。詳細は旧渋沢家飛鳥山邸を参照。
静態保存車両
いずれも屋外保存。保存状態が悪く荒廃が著しかったが、2005年の園内整備に併せて修復・再塗装が行われ、上屋が設置された。
- 国鉄D51形蒸気機関車 853号機：1943年製造、1972年6月まで走行。
- 東京都交通局6000形電車 6080号：1949年製造、1978年4月まで走行。

石碑
- 飛鳥山碑：1737年（元文2年）建立で、飛鳥山の由来を記す。あまりに難解な漢文であるため、江戸時代は読めない碑として知られた。
- 桜の賦の碑：1881年（明治14年）建立。佐久間象山の書いた「桜賦」を、門弟勝海舟の意で碑にしたもの。
- 船津翁の碑：1899年（明治32年）建立。大久保利通の招きで駒場農学校農場監督となり、後に西ケ原の農事試験場技師として農業の発展に努めた船津伝次平の功績を顕彰する。こどもの広場脇の茶店隣に位置する。

古墳
- 飛鳥山古墳群：公園内に分布する古墳群で、円墳5基以上から構成される。1989年（平成元年）・1991年（平成3年）に発掘調査が実施されている。1号墳は直径31メートルの円墳で、埋葬施設は凝灰岩質石材による切石積みの横穴式石室であり、石室の平面形は石室中央部が膨らむ胴張り形を呈する。その他の古墳は直径20メートル程度の円墳で、周溝が認められる。古墳時代後期-終末期の6世紀後半-7世紀初頭頃の営造と推定される。

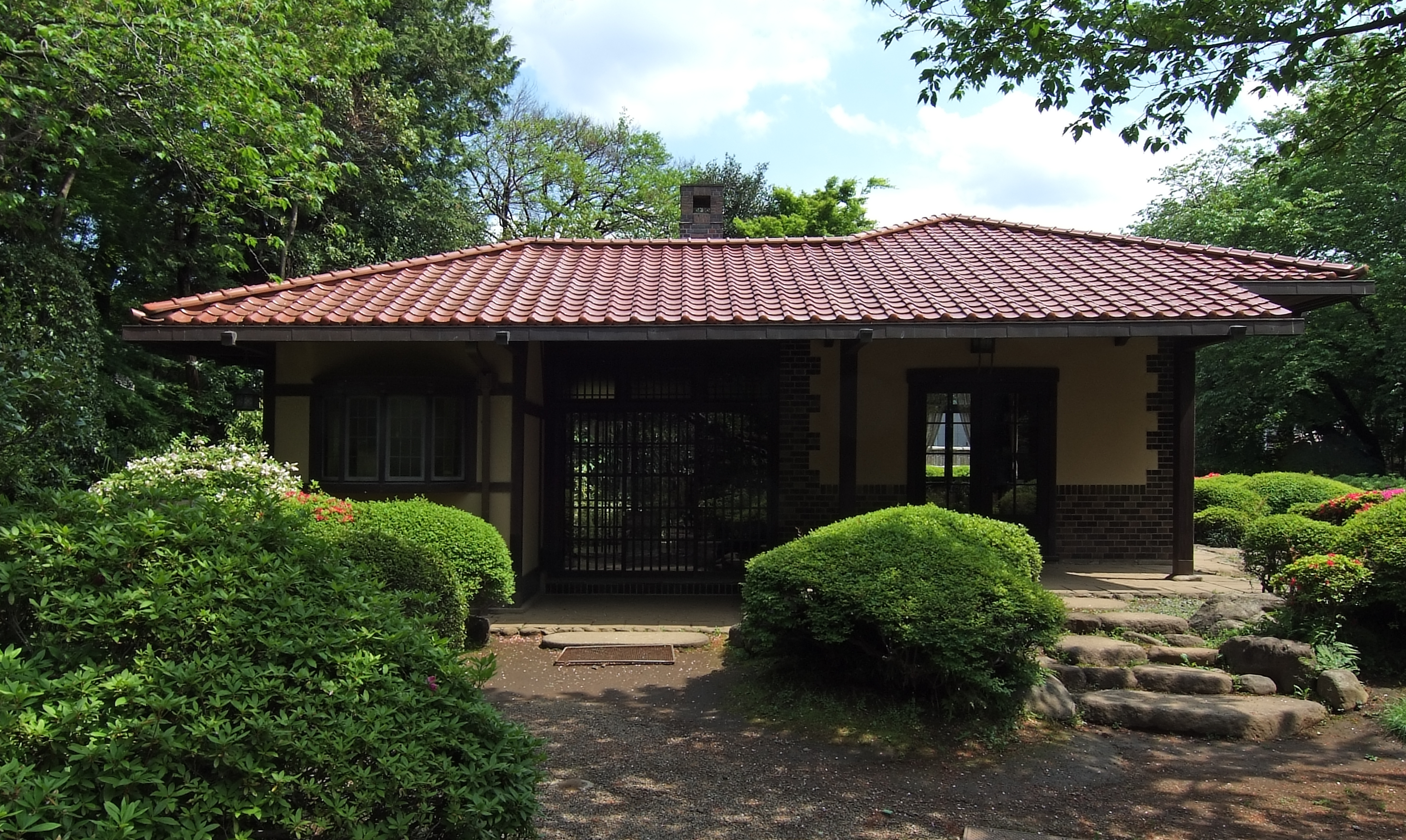
晩香廬
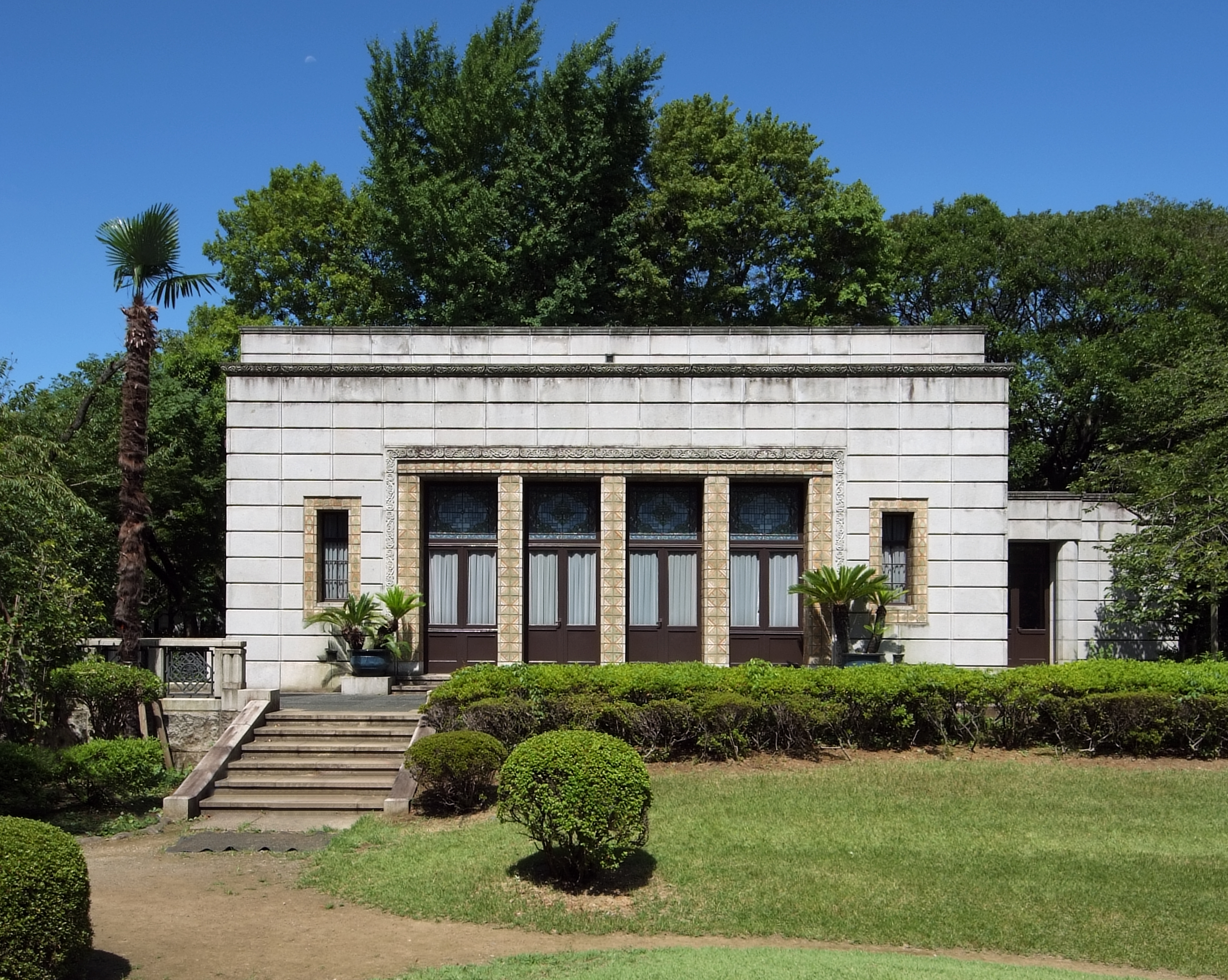
青淵文庫
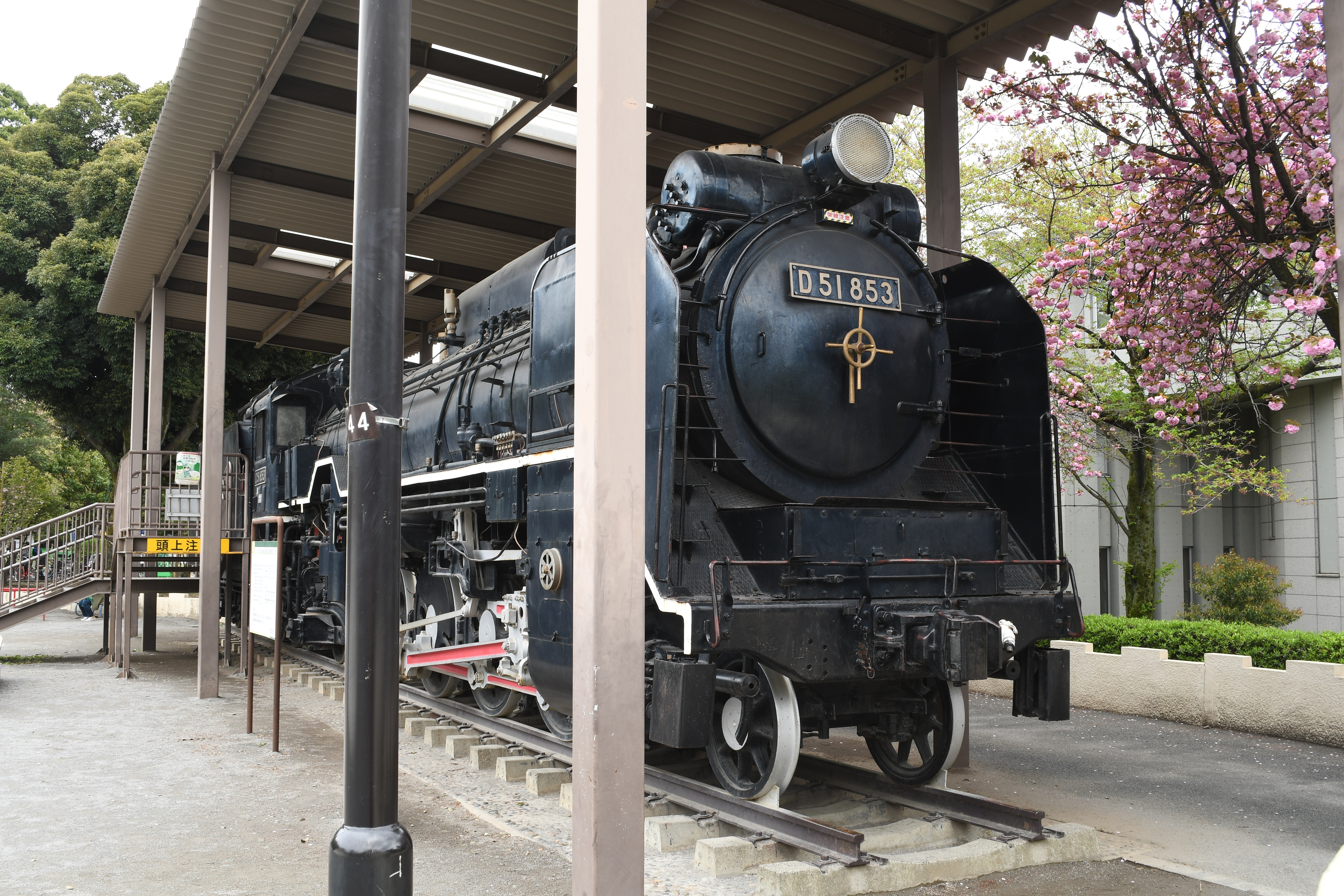
D51 853
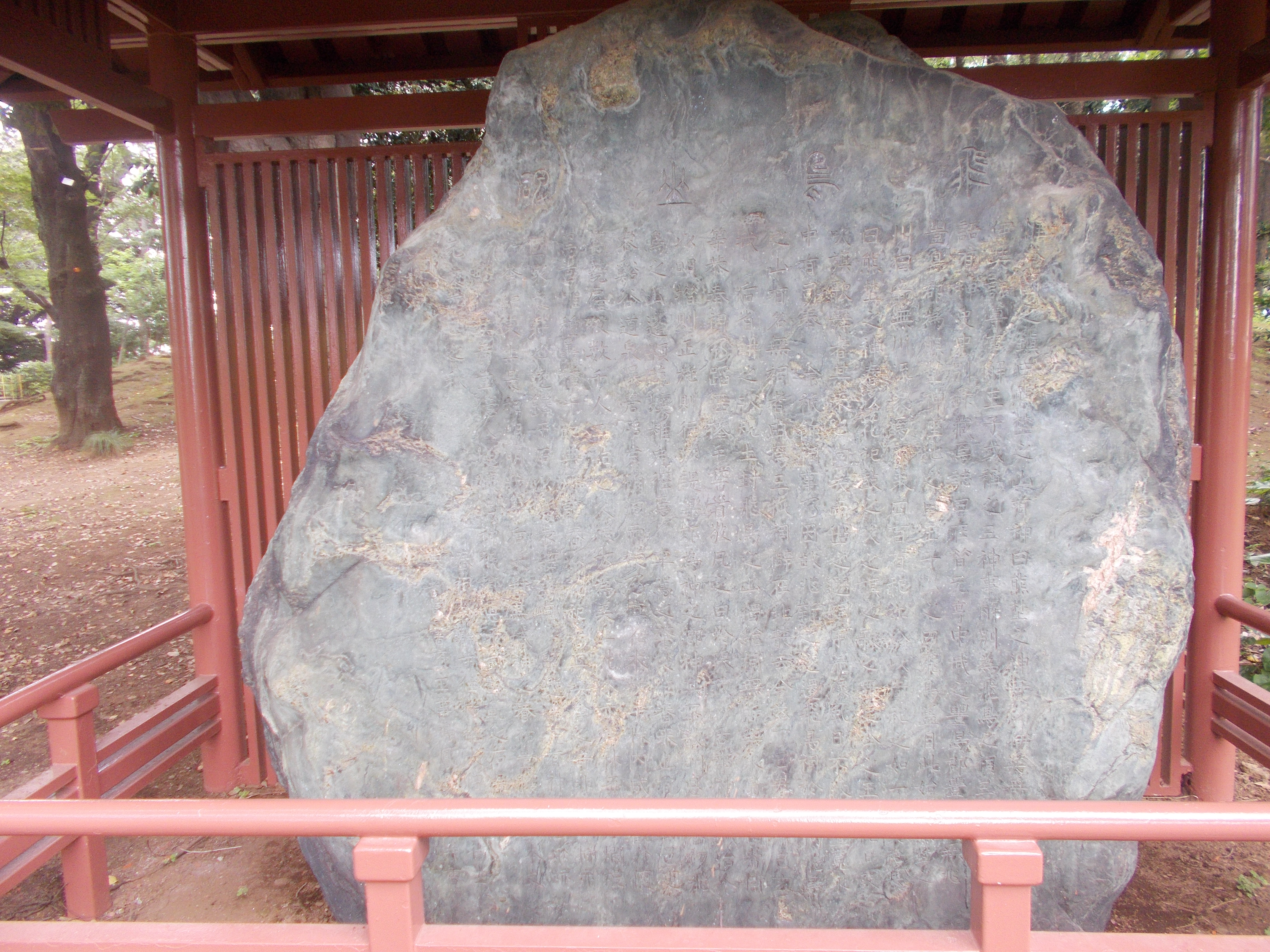
飛鳥山碑
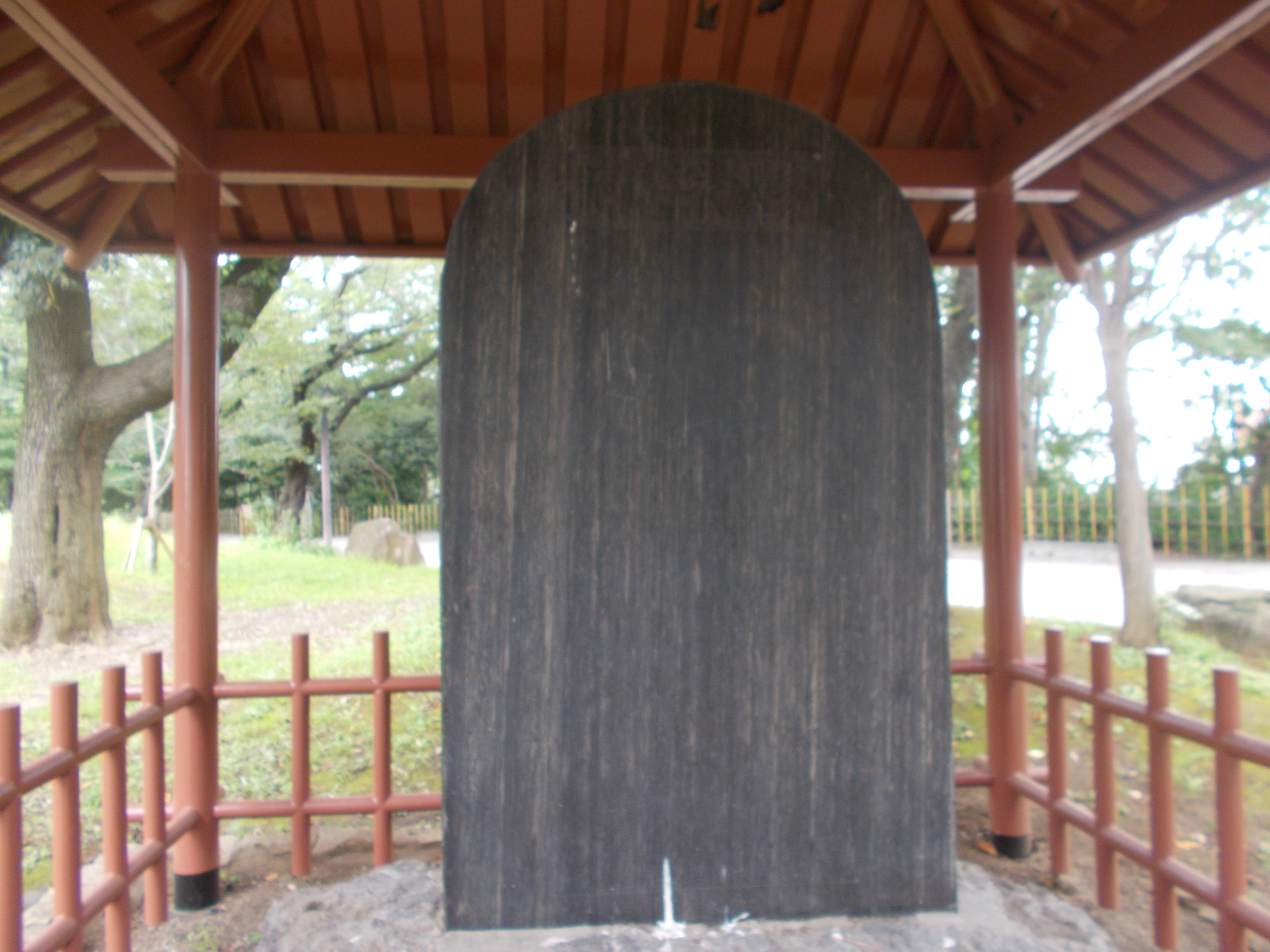
桜の賦の碑

## アクセス
住所は東京都北区王子1-1-3。
最寄り駅はJR京浜東北線および南北線王子駅から徒歩5分程度、都電荒川線（東京さくらトラム）の王子駅前停留場または飛鳥山停留場から下車徒歩3分。有料駐車場もある。
前述のように、園内には飛鳥山公園モノレール（スロープカー）が設置されており、飛鳥山山頂駅へ登れる。

## 関連文献
- 斎藤長秋 編「卷之五 玉衡之部 飛鳥山」『江戸名所図会』 3巻、有朋堂書店〈有朋堂文庫〉、1927年、317-328頁。NDLJP:1174157/163。